# Frederik Rønnow
Frederik Riis Rønnow (ur. 4 sierpnia 1992 w Horsens) – duński piłkarz występujący na pozycji bramkarza, reprezentant Danii.

## Kariera piłkarska
Swoją karierę piłkarską Rønnow rozpoczął w klubie Stensballe IK. Następnie podjął treningi w juniorach AC Horsens. W 2010 roku awansował do pierwszej drużyny, a 31 marca 2012 zadebiutował w niej w Superligaen w wygranym 1:0 domowym meczu z Aalborg BK. W 2013 roku Rønnow został wypożyczony do Esbjerga. Swój debiut w nim zaliczył 22 lipca 2013 w wygranym 4:0 domowym meczu z FC Nordsjælland. W Esjbergu spędził rok. W sezonie 2014/2015 ponownie grał w Horsens. Latem 2015 Rønnow został zawodnikiem Brøndby IF. 9 sierpnia 2015 zaliczył w nim swój debiut w zremisowanym 3:3 wyjazdowym meczu z Randers FC. W sezonie 2016/2017 wywalczył wicemistrzostwo Danii.

## Kariera reprezentacyjna
Rønnow grał w młodzieżowych reprezentacjach Danii na różnych szczeblach wiekowych. W 2015 roku był w kadrze U-21 na Mistrzostwa Europy U-21. W reprezentacji Danii zadebiutował 31 sierpnia 2016 w wygranym 5:0 towarzyskim meczu z Liechtensteinem, rozegranym w Horsens.

## Statystyki kariery
(aktualne na dzień 25 kwietnia 2019)
| Klub                | Sezon              | Liga               | Liga  | Liga   | Puchar kraju | Puchar kraju | Europa | Europa | Suma  | Suma   |
| Klub                | Sezon              | Liga               | Mecze | Bramki | Mecze        | Bramki       | Mecze  | Bramki | Mecze | Bramki |
| ------------------- | ------------------ | ------------------ | ----- | ------ | ------------ | ------------ | ------ | ------ | ----- | ------ |
| Horsens             | 2010/11            | Superligaen        | 0     | 0      | 0            | 0            | –      | –      | 0     | 0      |
| Horsens             | 2011/12            | Superligaen        | 11    | 0      | 5            | 0            | –      | –      | 16    | 0      |
| Horsens             | 2012/13            | Superligaen        | 33    | 0      | 4            | 0            | 4      | 0      | 41    | 0      |
| Esbjerg fB (wyp.)   | 2013/14            | Superligaen        | 18    | 0      | 0            | 0            | 8      | 0      | 26    | 0      |
| AC Horsens          | 2014/15            | 1. division        | 12    | 0      | 0            | 0            | –      | –      | 12    | 0      |
| Brøndby IF          | 2015/16            | Superligaen        | 29    | 0      | 3            | 0            | 2      | 0      | 34    | 0      |
| Brøndby IF          | 2016/17            | Superligaen        | 34    | 0      | 2            | 0            | 7      | 0      | 43    | 0      |
| Brøndby IF          | 2017/18            | Superligaen        | 28    | 0      | 1            | 0            | 3      | 0      | 32    | 0      |
| Eintracht Frankfurt | 2018/19            | Bundesliga         | 2     | 0      | 1            | 0            | 2      | 0      | 5     | 0      |
| Ogólnie w karierze  | Ogólnie w karierze | Ogólnie w karierze | 167   | 0      | 16           | 0            | 26     | 0      | 209   | 0      |